# Cleome trachycarpa
- Wikispecies tiene un artículo sobre Cleomaceae.

El rosa de isla, yuyo moro, yuyo morado, Cleome trachycarpa es una especie de Cleome, nativa del sur de Sudamérica en Argentina, Paraguay, Bolivia, Uruguay, y sudeste de Brasil.
Es una planta anual alcanzando 15 dm de altura, con hojas en espiral. 

## Usos
Se usa la planta entera. Tiene acción antihemorroidal